# Campeonato Europeu de Ginástica de Trampolim de 2024
O Campeonato Europeu de Trampolim, Duplo-Mini Trampolim e Tumbling de 2024 (XXIX Sênior e XXVII Juvenil), comumente referido como Campeonato Europeu de Ginástica de Trampolim de 2024, foi realizado de 3 a 7 de abril de 2024 em Guimarães, Portugal.

## Nações participantes
- Alemanha (17)
- Armênia (1)
- Áustria (3)
- Azerbaijão (8)
- Bélgica (10)
- Bulgária (4)
- Dinamarca (13)
- Eslovênia (1)
- Espanha (22)
- Estónia (2)
- Finlândia (5)
- França (15)
- Geórgia (4)
- Grã-Bretanha (21)
- Grécia (11)
- Irlanda (5)
- Israel (3)
- Itália (5)
- Letônia (1)
- Países Baixos (9)
- Polónia (1)
- Portugal (25) (Anfitrião)
- Chéquia (10)
- Suíça  (2)
- Eslováquia (1)
- Suécia (10)
- Turquia (6)
- Ucrânia (17)

## Eventos

### Sênior
| Evento                 | Ouro                                                                              | Prata                                                                                     | Bronze                                                                                |
| ---------------------- | --------------------------------------------------------------------------------- | ----------------------------------------------------------------------------------------- | ------------------------------------------------------------------------------------- |
| Masculino              |                                                                                   |                                                                                           |                                                                                       |
| Trampolim individual   | Pedro Ferreira (POR)                                                              | Pierre Gouzou (FRA)                                                                       | Diogo Abreu (POR)                                                                     |
| Trampolim sincronizado | Grã-Bretanha · Zak Perzamanos · Corey Walkes                                      | França · Pierre Gouzou · Morgan Demiro-o-Domiro                                           | Portugal · Gabriel Albuquerque · Lucas Santos                                         |
| Trampolim por equipes  | França · Allan Morante · Pierre Gouzou · Morgan Demiro-O-Domiro · Julian Chartier | Alemanha · Matthias Pfleiderer · Fabian Vogel · Caio Lauxtermann · Matthias Schuldt       | Espanha · David Franco · Robert Vilarasau · David Vega · Jorge Martín                 |
| Duplo-mini             | Tiago Sampaio Romão (POR)                                                         | Andrés Martinez (ESP)                                                                     | Brent Deklerck (BEL)                                                                  |
| Duplo-mini por equipes | Espanha · Carlos Del Ser · Nuno Villafane · David Franco · Andrés Martinez        | Portugal · Jose Domingues · Diogo Cabral · Tiago Sampaio Romao · Diogo Fernandes          | Alemanha · Hannes Koenig · Daniel Schmidt · Adrian Thomson · Simon Dobler             |
| Tumbling               | Magnus Lindholmer (DEN)                                                           | Tofig Aliyev (AZE)                                                                        | Kristof Willerton (GBR)                                                               |
| Tumbling por equipes   | Azerbaijão · Bilal Gurbanov · Adil Hajizada · Tofig Aliyev · Mikhail Malkin       | Grã-Bretanha · William Cowen · Fred Teague · Jaydon Paddock · Kristof Willerton           | Portugal · Gonçalo Nunes · Paulo Marques · Diogo Gomes · Vasco Peso                   |
| Feminino               |                                                                                   |                                                                                           |                                                                                       |
| Trampolim individual   | Bryony Page (GBR)                                                                 | Léa Labrousse (FRA)                                                                       | Noemi Romero Rosario (ESP)                                                            |
| Trampolim sincronizado | Grã-Bretanha · Bryony Page · Isabelle Songhurst                                   | França · Marine Jurbert · Léa Labrousse                                                   | Geórgia · Anano Apakidze · Mariam Raguimovi                                           |
| Trampolim por equipes  | França · Léa Labrousse · Cléa Brousse · Laura Paris · Marine Prieur               | Geórgia · Mariam Ragimovi · Teona Janjgava · Anano Apakidze · Luba Golovina               | Portugal · Ingrid Major · Catarina Marianito Nunes · Mariana Carvalho · Sofia Correia |
| Duplo-mini             | Melania Rodríguez (ESP)                                                           | Diana Gago (POR)                                                                          | Alexandra Garcia (POR)                                                                |
| Duplo-mini por equipes | Portugal · Matilde Oliveira · Alexandra Garcia · Diana Gago · Ines Martins        | Grã-Bretanha · Kirsty Way · Ruth Shevelan · Bethany Williamson · Molly McKenna            | Espanha · Diana Sanz · Marta Lopez · Alejandra Brana · Melania Rodríguez              |
| Tumbling               | Alexandra Efraimoglu (GRE)                                                        | Mariana Cascalheira (POR)                                                                 | Maëlle Dumitru-Marin (FRA)                                                            |
| Tumbling por equipes   | Grã-Bretanha · Megan Kealy · Naana Oppon · Comfort Yeates · Saskia Servini        | França · Candy Brière-Vetillard · Maëlle Dumitru-Marin · Manon Morançais · Emilie Wambote | Bélgica · Evi Milh · Louise Van Regenmortel · Sara Neyrinck · Tachina Peeters         |

## Medalhas
Fonte:

### Juvenil
A equipe britânica conquistou dois títulos juvenis, com Declan Carter, James Keenan e Alfie Lynch no evento masculino da equipe de DMT. Alicia Field, Scarlet Parchment e Grace West ganharam o ouro na equipe feminina.

### Sênior
*   país anfitrião (Portugal)
| Pos.                | País                | Ouro | Prata | Bronze | Total |
| ------------------- | ------------------- | ---- | ----- | ------ | ----- |
| 1                   | Grã-Bretanha        | 4    | 2     | 1      | 7     |
| 2                   | Portugal            | 3    | 3     | 5      | 11    |
| 3                   | França              | 2    | 5     | 1      | 8     |
| 4                   | Espanha             | 2    | 1     | 3      | 6     |
| 5                   | Azerbaijão          | 1    | 1     | 0      | 2     |
| 6                   | Dinamarca           | 1    | 0     | 0      | 1     |
| 6                   | Grécia              | 1    | 0     | 0      | 1     |
| 8                   | Alemanha            | 0    | 1     | 1      | 2     |
| 8                   | Geórgia             | 0    | 1     | 1      | 2     |
| 10                  | Bélgica             | 0    | 0     | 2      | 2     |
| Total (10 entradas) | Total (10 entradas) | 14   | 14    | 14     | 42    |

### Total
*   país anfitrião (Portugal)
| Pos.                | País                | Ouro | Prata | Bronze | Total |
| ------------------- | ------------------- | ---- | ----- | ------ | ----- |
| 1                   | Grã-Bretanha        | 8    | 5     | 3      | 16    |
| 2                   | Portugal            | 4    | 4     | 9      | 17    |
| 3                   | França              | 2    | 6     | 3      | 11    |
| 4                   | Espanha             | 2    | 2     | 3      | 7     |
| 5                   | Azerbaijão          | 2    | 2     | 0      | 4     |
| 6                   | Geórgia             | 2    | 1     | 1      | 4     |
| 7                   | Países Baixos       | 2    | 0     | 0      | 2     |
| 8                   | Bélgica             | 1    | 1     | 2      | 4     |
| 9                   | Dinamarca           | 1    | 0     | 0      | 1     |
| 9                   | Grécia              | 1    | 0     | 0      | 1     |
| 9                   | Turquia             | 1    | 0     | 0      | 1     |
| 12                  | Alemanha            | 0    | 2     | 3      | 5     |
| 13                  | Itália              | 0    | 2     | 0      | 2     |
| 14                  | Suíça               | 0    | 1     | 0      | 1     |
| 15                  | Israel              | 0    | 0     | 1      | 1     |
| 15                  | Polónia             | 0    | 0     | 1      | 1     |
| Total (16 entradas) | Total (16 entradas) | 26   | 26    | 26     | 78    |